# Poções
Poções is een gemeente in de Braziliaanse deelstaat Bahia. De gemeente telt 46.390 inwoners (schatting 2009).

## Geboren
- Marcos Antônio (2000), voetballer